# The Expanse (série littéraire)
Cet article concerne la série littéraire. Pour la série télévisée, voir The Expanse (série télévisée).
The Expanse (titre original : The Expanse) est une série composée de neuf romans et d'un recueil de nouvelles de science-fiction du genre space opera écrits par les auteurs américains Daniel Abraham et Ty Frank et publiés sous le pseudonyme de James S. A. Corey. La série a obtenu le prix Hugo de la meilleure série littéraire 2020.
Cette série est adaptée à l'écran en la série télévisée The Expanse, diffusée depuis le 14 décembre 2015 sur Syfy puis sur Amazon Prime Video depuis 2019 pour toutes les saisons passées et futures.

## Résumé
Depuis plus de 150 ans, les moteurs de type Epstein permettent les transports entre les planètes du système solaire par des vaisseaux de commerce ou militaires. Ces voyages interplanétaires peuvent durer des mois. Mais les planètes, lunes et astéroïdes ont été colonisés par l'humanité qui en exploite les minéraux.
Le système solaire est divisé politiquement d'une part entre les planètes intérieures dominées par la Terre (dirigées par les Nations Unies) et Mars et d'autre part les planètes extérieures, principalement la ceinture d’astéroïdes sous l'égide d'un mouvement, l'Alliance des Planètes Extérieures.
Les grandes compagnies interplanétaires, principalement originaires des planètes intérieures, maintiennent une pression sociale de moins en moins supportable pour les travailleurs ceinturiens (de la ceinture d’astéroïdes). Cette pression sociale doublée de pressions mafieuses ainsi que les différences créées par les adaptations physiologiques à la faible gravité des Ceinturiens, est le ferment d'une xénophobie des Ceinturiens envers les humains originaires des planètes intérieures, et réciproquement.
À la suite d'une mystérieuse attaque contre les vaisseaux ceinturiens civils Scopuli et Canterburry, et la destruction du cuirassé martien Dönnager, une guerre est sur le point de se déclencher entre la Ceinture et Mars. L'inspecteur Miller enquêtant sur la disparition de Julie Mao est confronté à des éléments laissant supposer que la révolte des Ceinturiens contre l'impérialisme des grandes compagnies des planètes intérieures n'est pas seule en cause. Entre-temps, les survivants du Canterburry mené par Jim Holden, qui ont aussi survécu à la bataille du Dönnager, tentent de retrouver les responsables et croisent le chemin de Miller.

## Romans et nouvelles
1. L'Éveil du Léviathan, Actes Sud, coll. « Exofictions », 2014 ((en) Leviathan Wakes, 2011), trad. Thierry Arson, 624 p.  (ISBN 978-2-330-03311-8)Réédition Actes Sud, coll. « Babel » no 1327, 2015, 700 p. (ISBN 978-2-330-05112-9) ; réédition Le Livre de poche, coll. « Imaginaire » no 35077, 2018, 912 p. (ISBN 978-2-253-08365-8)
2. La Guerre de Caliban, Actes Sud, coll. « Exofictions », 2015 ((en) Caliban's War, 2012), trad. Thierry Arson, 620 p.  (ISBN 978-2-330-05100-6)Réédition Actes Sud, coll. « Babel » no 1395, 2016, 688 p. (ISBN 978-2-330-06453-2) ; réédition Le Livre de poche, coll. « Imaginaire » no 35086, 2018, 912 p. (ISBN 978-2-253-08366-5)
3. La Porte d'Abaddon, Actes Sud, coll. « Exofictions », 2016 ((en) Abaddon's Gate, 2013), trad. Thierry Arson, 592 p.  (ISBN 978-2-330-06422-8)Réédition Actes Sud, coll. « Babel » no 1527, 2018, 656 p. (ISBN 978-2-330-09699-1) ; réédition Le Livre de poche, coll. « Imaginaire » no 35497, 2019, 816 p. (ISBN 978-2-253-08367-2) - Prix Locus du meilleur roman de science-fiction 2014
4. Les Feux de Cibola, Actes Sud, coll. « Exofictions », 2017 ((en) Cibola Burn, 2014), trad. Thierry Arson, 624 p.  (ISBN 978-2-330-07903-1)Réédition Actes Sud, coll. « Babel » no 1596, 2019, 624 p. (ISBN 978-2-330-11716-0) ; réédition Le Livre de poche, coll. « Imaginaire » no 35883, 2020, 888 p. (ISBN 978-2-253-26063-9)
5. Les Jeux de Némésis, Actes Sud, coll. « Exofictions », 2018 ((en) Nemesis Games, 2015), trad. Yannis Urano, 608 p.  (ISBN 978-2-330-10417-7)Réédition Actes Sud, coll. « Babel » no 1665, 2020, 672 p. (ISBN 978-2-330-13076-3) ; réédition Le Livre de poche, coll. « Imaginaire » no 36292, 2021, 768 p. (ISBN 978-2-253-26064-6)
6. Les Cendres de Babylone, Actes Sud, coll. « Exofictions », 2019 ((en) Babylon's Ashes, 2016), trad. Yannis Urano, 608 p.  (ISBN 978-2-330-11901-0)Réédition Actes Sud, coll. « Babel » no 1715, 2020, 720 p. (ISBN 978-2-330-14099-1) ; réédition Le Livre de poche, coll. « Imaginaire » no 36426, 2022, 992 p. (ISBN 978-2-253-26065-3)
7. Le Soulèvement de Persépolis, Actes Sud, coll. « Exofictions », 2019 ((en) Persepolis Rising, 2017), trad. Yannis Urano, 608 p.  (ISBN 978-2-330-12845-6)Réédition Actes Sud, coll. « Babel » no 1781, 2021, 704 p. (ISBN 978-2-330-15711-1) ; réédition Le Livre de poche, coll. « Imaginaire » no 37644, 2024, 864 p. (ISBN 978-2-253-24368-7)
8. La Colère de Tiamat, Actes Sud, coll. « Exofictions », 2021 ((en) Tiamat's Wrath, 2019), trad. Yannis Urano, 576 p.  (ISBN 978-2-330-14475-3)Réédition Actes Sud, coll. « Babel » no 1844, 2022, 688 p. (ISBN 978-2-330-17102-5) ; réédition Le Livre de poche, coll. « Imaginaire » no 38087, 2025, 800 p. (ISBN 978-2-253-24369-4)
9. La Chute du Léviathan, Actes Sud, coll. « Exofictions », 2022 ((en) Leviathan Falls, 2021), trad. Yannis Urano, 560 p.  (ISBN 978-2-330-16626-7)Réédition Actes Sud, coll. « Babel » no 1903, 2023, 656 p. (ISBN 978-2-330-18381-3)
10. La Légion des souvenirs, Actes Sud, coll. « Exofictions », 2023 ((en) Memory's Legion: The Complete Expanse Story Collection, 2022), trad. Yannis Urano, 480 p.  (ISBN 978-2-330-17966-3)Réédition Actes Sud, coll. « Babel » no 1965, 2024, 576 p. (ISBN 978-2-330-19676-9)

## Personnages

### Principaux personnages
- James (Jim) Holden : d'origine terrienne, commandant en second du vaisseau transporteur de glace Canterburry de la compagnie Pure'n Kleen Water Company, alimentant la ceinture d’astéroïdes à partir de la glace des anneaux de Saturne, puis capitaine du Rossinante.
- Naomi Nagata : ingénieure ceinturienne du Rossinante.
- Alex Kamal : ancien officier de la Flotte de la République Martienne, pilote sur le Rossinante.
- Roberta "Bobbie" W. Draper : sergent dans le corps des marines martiens, membre de l'équipage du Rossinante.
- Amos Burton : mécanicien sur le Rossinante.

### Autres personnages
- Fred Johnson : ancien colonel de la coalition Terre-Mars, responsable d'un massacre d'une station ceinturienne, puis ayant changé de camp, il intervient pour le compte de l'APE.
- Josephus Miller : Ceinturien de la station Cérès, est inspecteur de la compagnie de sécurité Hélice Étoile ; cette compagnie privée interplanétaire d'origine terrienne est responsable de la sécurité sur Céres.
- Julie Mao (Juliette Andromeda Mao) : originaire de Luna, fille de Jules-Pierre Mao, dirigeant des entreprises Mao-Kwikowski figurant parmi le top 50 interplanétaire. Julie a fui sa famille et est embarquée sur le cargo interplanétaire Scopuli.
- Clarissa Mao : originaire de Luna, autre fille de Jules-Pierre Mao, elle utilisera le pseudonyme Melba pour servir ses sombres desseins, ce qui lui vaudra le surnom de Peaches par Amos.
- Dmitri Havelock : d'origine terrienne est le coéquipier de Miller ; sur Céres, il subit la xénophobie des Ceinturiens.
- Capitaine Shaddid : est la responsable ceinturienne de Hélice Étoile sur Céres.
- Theresa Yao : commandant du Donnager, vaisseau de la Flotte de la République Martienne.
- Anderson Dawes : officier de liaison de l'Alliance des Planètes Extérieures (APE) sur Céres.

## Planètes et stations habitées
- Cérès, principale station de la Ceinture, colonisée par la Terre, qui compte 6 millions d'habitants. L'APE y exerce une influence importante. L'astéroïde a une gravité de  0,3 g. On en exploite les minerais qui sont vendus pour le profit des compagnies terriennes.
- Éros, station minière de 1,5 million d'habitants où nombre d'activités plus ou moins légales sont contrôlées par des mafias locales.
- Phœbé est une lune de Saturne, en fait un astéroïde capturé par la gravité de Saturne. Phœbé abrite une station interdite de recherche martienne.
- CA-2216862, astéroïde de 500 m de long, entre Jupiter et la Ceinture.
- La station Tycho, où le Nauvoo, une arche interstellaire commandée par les mormons, est en cours de construction.
- La planète Ilos (pour les colons ceinturiens) surnommée New Terra (par les entrepreneurs terriens).
- Médina, Béhémoth converti en station de contrôle de la "Slow Zone".
- Freehold, planète d'un système colonisé qui accueillera les principaux éléments de l'underground, comme le vaisseau The Gathering of the Storm.

## Distinctions
Le roman La Porte d'Abaddon a reçu le prix Locus du meilleur roman de science-fiction 2014, et la série, le prix Hugo de la meilleure série littéraire 2020.